# San Martín Teteles
San Martín Teteles är en ort i Mexiko.   Den ligger i kommunen Tzicatlacoyan och delstaten Puebla, i den sydöstra delen av landet, 130 km sydost om huvudstaden Mexico City. San Martín Teteles ligger 2 135 meter över havet och antalet invånare är 128.
Terrängen runt San Martín Teteles är kuperad söderut, men norrut är den platt. Runt San Martín Teteles är det ganska tätbefolkat, med 62 invånare per kvadratkilometer. Närmaste större samhälle är San Andrés Azumiatla, 18,2 km väster om San Martín Teteles. Trakten runt San Martín Teteles består till största delen av jordbruksmark.